# Никки Хантер
Ни́кки Ха́нтер (англ. Nicki Hunter), настоящее имя — Нико́ль Мари́ Да́йбен (англ. Nichole Marie Dyben; 19 декабря 1979, Лейк-Уэрт, Флорида, США) — американская актриса, режиссёр, продюсер и визажист порнофильмов, радиоведущая. Лауреат премий «X-Rated Critics Organization» (2006) и «AVN Awards» (2010). В настоящее время работает радиоведущей на радио «Playboy Radio», где ведёт «Night Calls» совместно с Деби Даймонд.

## Биография
Никки Хантер замужем, есть два сына.
В начале 2007 года у Никки был диагностирован лимфобластный лейкоз/Лимфома. С помощью порно-сообщества были организованы мероприятия по сбору средств для длительного и дорогостоящего лечения актрисы.

## Премии и номинации
- 2005 : XRCO Award — Исполнительница года
- 2006 : AVN Awards номинация — Исполнительница года